# 조안나 더글러스
조애나 더글러스(Joanna Douglas, 1983년 4월 11일 ~ )는 캐나다의 배우이다.
수세인트마리에서 태어났다.

## 출연 작품
- 더 킬러: 소녀살인 (2016년) - 마라 역
- 브로큰 하트 신드롬 (2012년) - 캐럴 역
- 쏘우 3D (2010년)
- 더 포 호스맨 (2008년) - 앤지 역

### 텔레비전
- 에리카의 자아 찾기 (2009-11)